# Josep Bosch i Plans
Josep Bosch i Plans (Granollers, 6 de setembre de 1897 - 29 de març de 1966) va ser un fotògraf català, fill de Joan Bosch i Ferrer i Anna Plans i Pagès. Va heretar del seu pare l'afició a la fotografia a la qual va dedicar tota la seva vida.
Va continuar l'estudi fotogràfic familiar on es venien càmeres i aparells de cinema i es feien revelats. Però l'apartat més important era el dels retrats d'estudi. Va fotografiar a molta gent de Granollers i de la comarca en moments especials: casaments, Carnestoltes, primera comunió, retrats de família o de nens petits, etc. Va estar més de mig segle al capdavant de l'estudi fotogràfic que es va convertir en un dels més importants del Vallès Oriental.

## Fons Foto Bosch
La família Soldevila-Bosch va donar a l'Ajuntament de Granollers l'any 2008 el conjunt de fotografies que Josep Bosch i Plans va fer al llarg de més de cinquanta anys d'activitat professional i una petita mostra d'imatges que havia fet el seu pare, Joan Bosch i Ferrer. El fons està dipositat a l'Arxiu Municipal que en va fer la catalogació. En total són més de 35.000 imatges en blanc i negre, principalment de retrats de personatges coneguts de Granollers. La majoria són negatius i hi ha un miler de positius. Els retrats permeten resseguir els canvis en la forma de vida i de la gent durant cinc dècades.